# Ankang
Ankang är en stad på prefekturnivå i Shaanxiprovinsen i nordvästra Kina. Den ligger omkring 160 kilometer söder om provinshuvudstaden Xi'an.
Staden är belägen i en smal dal vid floden Han mellan bergskedjorna Qin och Daba. Ankang är sedan antiken en viktig handelsstad och orten med omnejd är en producent av bland annat spannmål, oljeväxter och sesam. Ankang är ett nav för väg och järnväg genom provinserna Shaanxi, Sichuan och Hubei.

## Historia
Ankang växte fram under 200-talet f.Kr. som ett administrativt centrum under namnet Xicheng. Staden fick sitt nuvarande namn under det tidiga 1700-talet. Ankang, som innefattade två muromgärdade städer, utvecklades till en blomstrande handelsort för jordbruksprodukter.
Orten är känd för sitt religiösa liv. Den 28 mars 1929 blev staden säte för den apostoliska prefekturen Hinganfu (Apostolica Praefectura Hinganfuensis) i den romersk-katolska kyrkan.

## Administrativ indelning
Stadens fulla administrativa område är indelat i ett stadsdistrikt och nio härad:
- Stadsdistriktet Hanbin (汉滨区), 3 652 km², 950 000 invånare, centrum och säte för stadsfullmäktige;
- Häradet Hanyin (汉阴县), 1 347 km², 290 000 invånare;
- Häradet Shiquan (石泉县), 1 525 km², 180 000 invånare;
- Häradet Ningshan (宁陕县), 3 678 km², 70 000 invånare;
- Häradet Ziyang (紫阳县), 2 204 km², 340 000 invånare;
- Häradet Langao (岚皋县), 1 851 km², 170 000 invånare;
- Häradet Pingli (平利县), 2 627 km², 230 000 invånare;
- Häradet Zhenping (镇坪县), 1 503 km², 60 000 invånare;
- Häradet Xunyang (旬阳县), 3 554 km², 450 000 invånare;
- Häradet Baihe (白河县), 1 450 km², 210 000 invånare.

## Klimat
Genomsnittlig årsnederbörd är 1 112 millimeter. Den regnigaste månaden är juli, med i genomsnitt 219 mm nederbörd, och den torraste är december, med 2 mm nederbörd.